# 國分寺市
國分寺市（日语：／ Kokubunji shi */?）是位于東京都多摩地區的城市。市面積11.48平方公里，人口密度超過每平方公里一萬人。施行市制于1964年。
往東京都特別區部的通勤率為32.7%（平成22年國勢調査）。

## 地理
東西長約5.68公里，南北長約3.86公里，大部分位在武藏野段丘的平坦面上。
市域大部分屬武藏野台地，國分寺崖線附近屬立川台地，而野川上游則形成谷地。國分寺崖線又稱「ハケ」，是多摩川侵蝕武藏野台地所形成的侵蝕崖。崖起於武藏村山市残堀附近，延伸至市內西町5丁目（高約5公尺）、光町1丁目（高約11公尺） 、西元町（高約12公尺）及東元町1丁目與南町交界（高約16公尺），接著沿野川東岸至大田區丸子橋附近。此外，市內有稱為「鷹之道、真姿之池湧水群」（名水百選）的湧水群。

### 鄰接自治體
- 東 - 小金井市
- 西 - 立川市
- 南 - 府中市、國立市
- 北 - 小平市

## 地域

### 東部
- 本多（日语：本多 (国分寺市)）（ほんだ）一丁目 - 五丁目
- 東戀窪（日语：東恋ヶ窪）（ひがしこいがくぼ）一丁目 - 六丁目
- 東戶倉（日语：東戸倉）（ひがしとくら）一丁目 - 二丁目
- 本町（日语：本町 (国分寺市)）（ほんちょう）一丁目 - 四丁目

### 西部
- 北町（日语：北町 (国分寺市)）（きたまち）一丁目 - 五丁目
- 並木町（日语：並木町 (国分寺市)）（なみきちょう）一丁目 - 三丁目
- 新町（日语：新町 (国分寺市)）（しんまち）一丁目 - 三丁目
- 戶倉（日语：戸倉 (国分寺市)）（とくら）一丁目 - 四丁目
- 富士本（日语：富士本）（ふじもと）一丁目 - 三丁目
- 西戀窪（日语：西恋ヶ窪）（にしこいがくぼ）一丁目 - 四丁目
- 日吉町（日语：日吉町 (国分寺市)）（ひよしちょう）一丁目 - 四丁目
- 高木町（日语：高木町 (国分寺市)）（たかぎちょう）一丁目 - 三丁目
- 光町（日语：光町 (国分寺市)）（ひかりちょう）一丁目 - 三丁目
- 西町（日语：西町 (国分寺市)）（にしまち）一丁目 - 五丁目

### 南部
- 南町（日语：南町 (国分寺市)）（みなみちょう）一丁目 - 三丁目
- 泉町（日语：泉町 (国分寺市)）（いずみちょう）一丁目 - 三丁目
- 東元町（日语：東元町 (国分寺市)）（ひがしもとまち）一丁目 - 四丁目
- 西元町（日语：西元町 (国分寺市)）（にしもとまち）一丁目 - 四丁目
- 內藤（日语：内藤 (国分寺市)）（ないとう）一丁目 - 二丁目

## 歷史
大化改新後，武藏國國府設於府中，從府中宿北上的官道（東山道武藏路）通過本地。

### 年表
- 1889年 - 町村制施行，國分寺村、戀窪村、內藤新田、戶倉新田、本多新田、榎戶新田、野中新田六左衛門組、平兵衛新田、中藤新田、上谷保新田等10村與府中宿、本宿村一部分合併成立神奈川縣北多摩郡國分寺村。
- 1889年 - 甲武鐵道（現JR中央本線）開通。國分寺站開業。
- 1893年 - 三多摩移交東京府管轄，為東京府北多摩郡國分寺村。
- 1894年 - 川越鐵道（現西武國分寺線）開業。
- 1910年 - 東京砂利鐵道（後國鐵下河原線（日语：下河原線））開通。
- 1928年 - 多摩湖鐵道（現西武多摩湖線）開業。
- 1940年 - 國分寺村施行町制，為東京府北多摩郡國分寺町。
- 1943年 - 東京都制（日语：東京都制）施行，為東京都北多摩郡國分寺町。
- 1964年11月3日 - 國分寺町施行市制為國分寺市，是東京都第14市。
- 1973年 - 國鐵武藏野線開通。西國分寺站開業。下河原線廢止。

### 地名由來
地名來自741年聖武天皇下令建造的國分寺（武藏國分寺）。

## 人口
| 国分寺市人口分布圖 |                                                 |  |
| 国分寺市與日本全國年齡別人口分布比較圖 （2005年資料） | 国分寺市的年齡、男女別人口分布圖 （2005年資料） |  |
| ■紫色是国分寺市 ■綠色是全国 | ■藍色是男性 ■紅色是女性                         |  |
| 国分寺市人口變化 \| 1970年 \| 81,259人 \| \| \| 1975年 \| 88,159人 \| \| \| 1980年 \| 91,010人 \| \| \| 1985年 \| 95,467人 \| \| \| 1990年 \| 100,982人 \| \| \| 1995年 \| 105,786人 \| \| \| 2000年 \| 111,404人 \| \| \| 2005年 \| 117,604人 \| \| \| 2010年 \| 120,650人 \| \| \| 2015年 \| 122,742人 \| \| \| 2020年 \| 129,242人 \| \| |                                                 |  |
| 資料來源：日本總務省統計中心提供之人口普查數據 |                                                 |  |
| 1970年 | 81,259人                                        |  |
| 1975年 | 88,159人                                        |  |
| 1980年 | 91,010人                                        |  |
| 1985年 | 95,467人                                        |  |
| 1990年 | 100,982人                                       |  |
| 1995年 | 105,786人                                       |  |
| 2000年 | 111,404人                                       |  |
| 2005年 | 117,604人                                       |  |
| 2010年 | 120,650人                                       |  |
| 2015年 | 122,742人                                       |  |
| 2020年 | 129,242人                                       |  |

### 日夜間人口
2005年夜間人口為115,238人，日間人口為95,649人，是夜間的0.83倍。市內往市外的通勤者有38,106人，市外往市內的通勤者僅19.607人，市內往市外的通學生有7,826人，市外往市內的通學生有6,736人。

## 行政

### 市長
- 井澤邦夫（2013年7月13日就任，第一任）

### 市議會
- 議長：新海榮一（しんかい　えいいち　2013年5月9日就任）
- 議員：24人

| 黨派                   | 席次 | 代表       |
| ---------------------- | ---- | ---------- |
| 自民黨、市民俱樂部     | 8    | 田中政義   |
| 公明黨                 | 4    | 木島たかし |
| 政策市民會議國分寺     | 3    | 及川妙子   |
| 日本共產黨國分寺市議團 | 3    | 幸野おさむ |
| 國分寺、生活者網路     | 3    | 片畑智子   |
| 無黨派                 | 3    |            |

### 廣域行政
- 東京都十一市競輪事業組合（日语：東京都十一市競輪事業組合） - 八王子、武藏野、青梅、昭島、調布、町田、小金井、小平、日野、國分寺與本市等11市舉行京王閣競輪（日语：京王閣競輪場）。
- 東京都四市競艇事業組合（日语：東京都四市競艇事業組合） - 小平、日野、國分寺與本市等4市舉行多摩川競艇場（日语：多摩川競艇）。

### 指定金融機關
- 多摩信用金庫（日语：多摩信用金庫）

## 國政、都政

### 國政
日本眾議院小選舉區屬東京19區（小平、國分寺、國立、西東京）。
- 2014年12月（第47回日本眾議院議員總選舉）
  - 松本洋平（自由民主黨）

### 都政
與國立市屬北多摩2區。席次2席。
- 2013年6月
  - 高椙健一（自由民主黨）
  - 山內玲子（東京生活者網路（日语：東京・生活者ネットワーク））

## 經濟

### 產業

#### 主要產業
（2001年10月1日各產業事務所數前五名。括號內為百分比）
1. 批發零售業、餐飲業 1,478 (45.2%)
2. 服務業 1,105 (33.8%)
3. 建設業 262 (8.0%)
4. 不動產業 169 (5.2%)
5. 製造業 126 (3.8%)

#### 產業人口
（2001年10月1日各產業就業人數前五名。括號內為百分比）
1. 服務業 12,153 (38.6%)
2. 批發零售業、餐飲業 11,853 (37.6%)
3. 製造業 2,085 (6.6%)
4. 建設業 2,004 (6.4%)
5. 不動產業 1,191 (3.8%)

#### 主要事務所

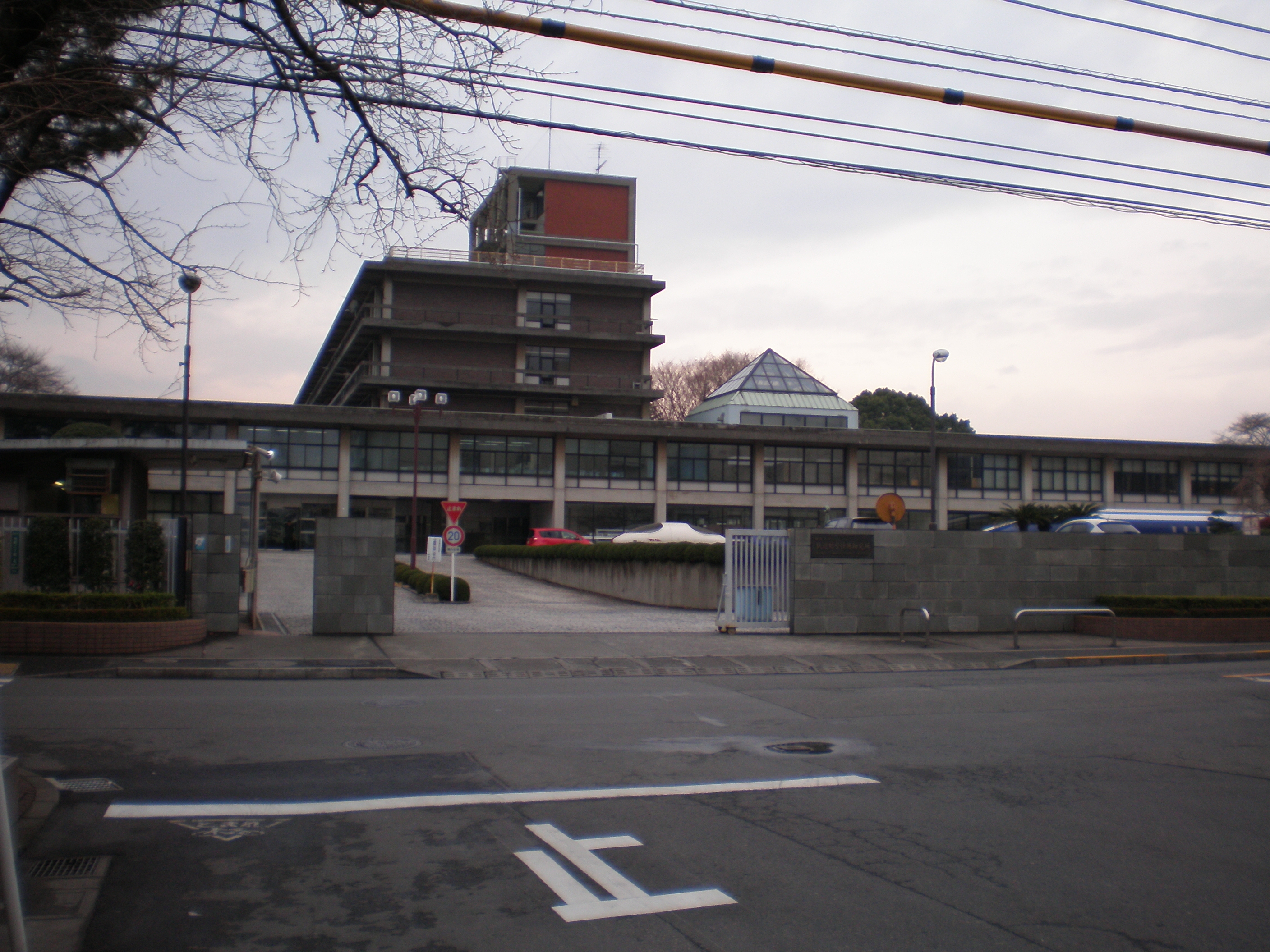
鐵道總合技術研究所

- 日立製作所 - 中央研究所
- JR集團
  - 鐵道綜合技術研究所（鐵道總研）
  - 鐵道資訊系統（JR系統）
- RION
- Production I.G
- XEBEC
- Olympic集團（日语：Olympicグループ）

### 商業

#### 商業設施
- CELEO國分寺（日语：セレオ国分寺）
  - 国分寺丸井
  - 無印良品
  - TULLY'S COFFEE（英语：Tully's Coffee）
  - 紀伊國屋書店
  - 新星堂（日语：新星堂）
  - 野島電器（日语：ノジマ）
  - Loft
  - UNIQLO
- nonowa西國分寺

## 自治體交流
- 新潟縣佐渡市（舊佐渡郡真野町）
1989年4月1日成為姐妹都市
- 馬里昂（澳洲 南澳洲）
1993年4月2日成為姐妹都市

## 教育

### 小學校
- 市立
  - 第一小學校
  - 第二小學校
  - 第三小學校
  - 第四小學校
  - 第五小學校
  - 第六小學校
  - 第七小學校
  - 第八小學校
  - 第九小學校
  - 第十小學校

### 中學校
- 市立
  - 第一中學校（日语：国分寺市立第一中学校）
  - 第二中學校（日语：国分寺市立第二中学校）
  - 第三中學校（日语：国分寺市立第三中学校）
  - 第四中學校（日语：国分寺市立第四中学校）
  - 第五中學校（日语：国分寺市立第五中学校）

### 高等學校
- 都立
  - 東京都立國分寺高等學校（日语：東京都立国分寺高等学校）
- 私立
  - 早稻田大學系屬早稻田實業學校

### 高等專修學校
- 日本藝術高等學園（日语：日本芸術高等学園）

### 大學
- 東京經濟大學

## 圖書館
- 市立
  - 本多圖書館
  - 戀窪圖書館
  - 光圖書館
  - 元町（もとまち）圖書館
  - 並木圖書館

## 交通

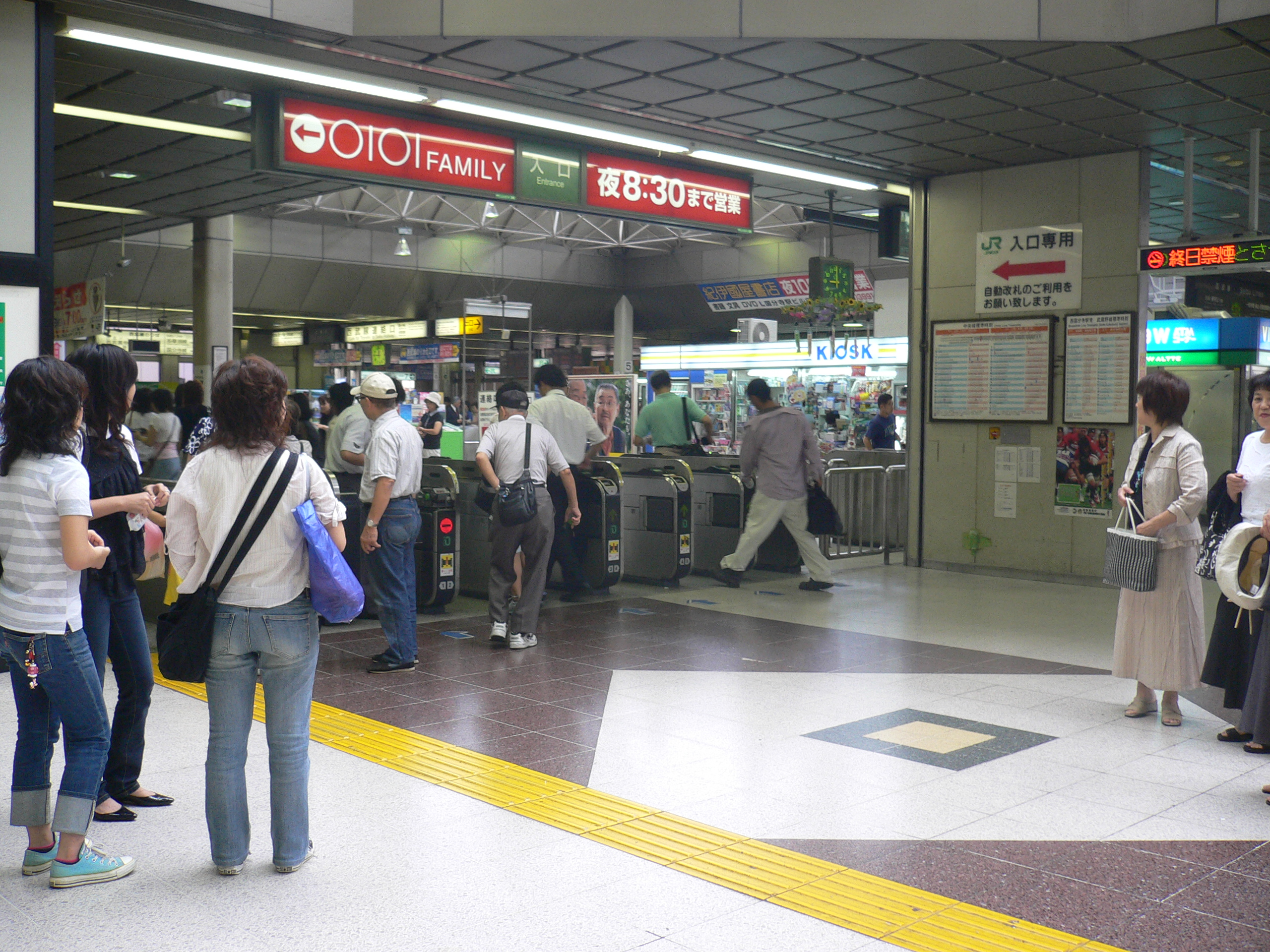
國分寺站

### 鐵道
東日本旅客鐵道（JR東日本）
- 中央線快速：國分寺站 - 西國分寺站
- 武藏野線：西國分寺站

西武鐵道
- 國分寺線：國分寺站 - 戀窪站
- 多摩湖線：國分寺站

### 道路
- 主要地方道
  - 東京都道7號杉並秋留野線（日语：東京都道7号杉並あきる野線）（五日市街道）
  - 東京都道16號立川所澤線（日语：東京都道・埼玉県道16号立川所沢線）（府中街道）
  - 東京都道17號所澤府中線（日语：東京都道17号所沢府中線）（府中街道）
- 一般都道
  - 東京都道133號小川山府中線（日语：東京都道133号小川山府中線）（國分寺街道）
  - 東京都道134號戀\窪新田三鷹線（日语：東京都道134号恋ヶ窪新田三鷹線）（連雀通）
  - 東京都道145號立川國分寺線（日语：東京都道145号立川国分寺線）（多喜窪通）
  - 東京都道222號國立停車場戀窪線（日语：東京都道222号国立停車場恋ヶ窪線）

### 巴士
- JR中央本線國分寺站與羽田機場的接駁巴士。
- JR中央本線國分寺站南口至京王線府中站、總合醫療中心（日语：東京都立多摩総合医療センター）、小平團地的巴士路線。（京王電鐵巴士、京王巴士中央）
- JR中央本線國分寺站北口至小平市回田町、昭和醫院（日语：公立昭和病院）、西武新宿線花小金井站南口的巴士路線。（立川巴士（日语：立川バス））
- JR中央本線國分寺站北口至西武小平營業所、西武新宿線小平站南口、武藏野美術大學的巴士路線。（西武巴士）
- JR中央本線國立站北口至國分寺市役所、西武國分寺線戀窪站的巴士路線。「戶倉循環」(立川巴士)
- JR中央本線西國分寺站至總合醫療中心、JR南武線西府站的巴士路線。（京王巴士中央、京王電鐵巴士）
- 社區巴士「BUN巴士（日语：ぶんバス）」。（東元町線、日吉町線、本多線、西町線）。

## 防災
東京消防廳
- 國分寺消防署
  - 戶倉出張所
  - 西元出張所

國分寺町警察署在1951年與小金井警察署（當時為小金井町警察署）合併，現在由該署管轄兩市。

## 地域放送
- 有線電視
  - J:COM東京（日语：ジェイコム東京）

## 觀光

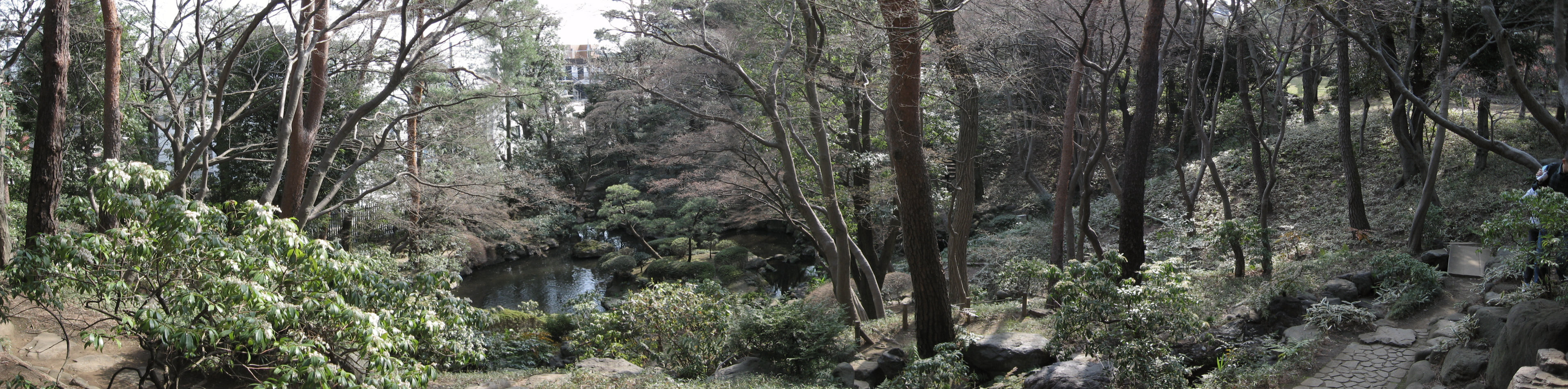
殿谷戶庭園

### 景點、古蹟
- 武藏國分寺跡（日语：武蔵国分寺跡）、武藏國分尼寺跡
- 中央鐵道學園（日语：中央鉄道学園）跡地
- 市立黑鐘公園
- 東京都立殿谷戶庭園（日语：殿ヶ谷戸庭園）
- 東京都立武藏國分寺公園（日语：武蔵国分寺公園）
- 鷹之道、真姿之池湧水群（日语：お鷹の道・真姿の池湧水群）（東京都名勝、名水百選、東京之名湧水57選）
- 萬葉植物園

### 祭典、活動
- 泉（いずみ）春之祭典（3月）
- 萬葉花祭（4月）
- 武藏國分寺薪能（8月）
- 市民文化祭（10月）
- 國分寺祭（11月）

## 知名人士
- 小清水亞美（聲優）
- 安柄俊（足球選手）
- 木田優夫（棒球選手）

```
 
嘉味元琴音
(韩国女子组合tripleS成员）
```

## 外部連結
- 国分寺市網站（页面存档备份，存于）（日語）